# 二苄基汞
二苄基汞是一种有机汞化合物，化学式为(C6H5CH2)2Hg。它可由氧化汞和1-叔丁基-1-苄基肼在二氯甲烷中反应得到；或通过氯化苄和镁反应，再和略少于理论量的氯化汞反应制得。它和卤化汞（HgX2，X=Cl, Br, I）反应，可以得到苄基卤化汞（C6H5CH2HgX）；和冰乙酸加热反应，生成汞、甲苯、乙酸苄酯和联苄。